# 汉城蝇子草
汉城蝇子草（学名：Silene seoulensis）是石竹科蝇子草属的植物。分布在朝鲜以及中国大陆的东北等地，生长于海拔3,600米的地区，目前尚未由人工引种栽培。

## 异名
- Silene seoulensis Nakai var. angustata C. L. Tang